# Berwick Castle
Berwick Castle is een grotendeels verdwenen ruïne en beschermd monument in Berwick-upon-Tweed in Noordoost-Engeland, aan de noordelijke oever van de Tweed. Het kasteel was waarschijnlijk aanvankelijk een houten fort en werd in de 12de eeuw in stenen vorm versterkt door David I van Schotland. Eeuwenlang was het een zeer belangrijk strategisch bolwerk in de Engels-Schotse oorlogen, waarbij de welvarende stad Berwick-upon-Tweed geregeld door de Schotten en vervolgens weer door de Engelsen veroverd werd. Toen Elizabeth I van Engeland grote versterkte muren om de stad Berwick liet aanbrengen, boette het kasteel aan belang in, en in de daaropvolgende eeuwen verkommerde het geleidelijk. In de 19de eeuw werd het vrijwel volledig gesloopt om plaats te maken voor het treinstation; het perron van het station bevindt zich in wezen in de grote hal van het kasteel, op de plaats waar Eduard I van Engeland in 1292 John Balliol tot koning van Schotland uitriep.

## Geschiedenis
Berwick Castle bevindt zich op een natuurlijke stenen heuvel; ware het een mottekasteel geweest, dan zou het wellicht instabiel zijn gebleken, gezien de hooggelegen positie boven de Tweed. Oorspronkelijk was Berwick Castle de zuidelijkste vesting van het Schotse koninkrijk; door zijn strategische ligging aan de Tweed bood het veel mogelijkheden om vijandelijke aanvallen vanuit het zuiden af te slaan. Toen Eduard I in 1296 de Schotse edellieden middels de Ragman Roll tot getrouwheid had verplicht en John Balliol gevangen had genomen, was William Douglas de kasteelheer van Berwick Castle bij de gratie van Eduard. Hij koos desalniettemin de zijde van William Wallace, en de Schotten belegerden het kasteel drie maanden lang. In 1298 marcheerde Eduard echter op Berwick om de stad te ontzetten, waarop Patrick de Dunbar, 4de earl van March, de nieuwe kasteelheer werd. Eduard stationeerde 500 soldaten uit Gascogne in Berwick Castle, en hield het in handen tot zijn dood in 1307.
Eduards zoon Eduard II liet Berwick Castle versterken met een grote uitvalpoort (sally-port), grote toegangspoorten en een brug, maar velen van zijn manschappen deserteerden omdat hij hen slecht betaalde. Vroeg in april 1316 veroverde Robert the Bruce de stad; normaliter liet hij alle plaatselijke kastelen steeds platbranden, maar Berwick Castle liet hij versterken, door de gordingen te verhogen. Toen het kasteel door de troepen van Eduard II werd aangevallen, werd koning Robert bijgestaan door Johan Crabbe, een Vlaamse vrijbuiter die een machine had ontwikkeld om vanuit een kraan de vijand met Grieks vuur te bekogelen; met dit toestel stak hij eveneens de schepen van Eduard in brand, die op de Tweed lagen aangemeerd. Op 19 juli 1333 versloeg Eduard III van Engeland de Schotten in de slag bij Halidon Hill; ’s anderendaags werd Berwick Castle aan hem toegewezen. In oktober 1355 heroverden de Schotten de stad, maar de manschappen van Eduard hielden het kasteel in handen.
In 1378 werd het kasteel door Schotse rovers veroverd, die echter algauw weer werden verdreven. In 1402 was Henry Percy, hertog van Northumberland, de kasteelheer van Berwick. Koning Richard II beschouwde hem als een verrader, begaf zich naar Berwick en vuurde een kanon op een van de torens af; hierop werden de sleutels van het kasteel aan de koning overhandigd. Later in diezelfde eeuw werd Richard III de kasteelheer.

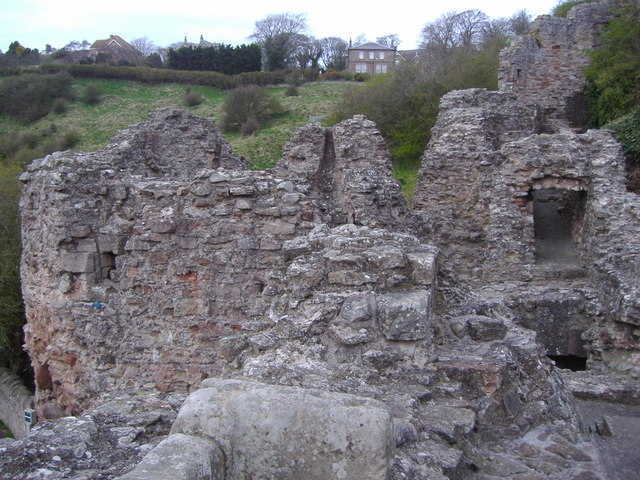
De muur en toren aan de Tweed

Koningin Elizabeth liet de stad Berwick-upon-Tweed drastisch versterken; zij liet grote wallen bouwen naar het model van de Italiaanse stad Lucca. Hiermee verschoof de focus van de verdediging van Berwick naar de stadswallen. Toen zij zonder nakomelingen stierf, was James VI van Schotland de naaste verwant voor de troonsopvolging. Aldus werd Jacobus VI van Schotland tevens Jacobus I van Engeland. Dit luidde het begin van het definitieve verval van Berwick Castle in, aangezien beide landen voortaan onder een personele unie stonden en er geen behoefte meer aan een verdedigingsbouwwerk was.
Oliver Cromwell gebruikte grote delen van het kasteel voor de bouw van een van de twee kerken die in Engeland onder zijn Protectoraat opgetrokken werden: de Trinity Church. In deze kerk bevindt zich nog een houten paneel met een afbeelding van George Home, 1ste earl van Dunbar, dat wellicht oorspronkelijk uit het kasteel afkomstig was. Het kasteel is zodoende een ruïne sedert de 17de eeuw.
Toen in de 19de eeuw de spoorlijn van Newcastle upon Tyne naar Edinburgh werd aangelegd, werd een spoorwegbrug over de Tweed gebouwd, en op het punt waar deze de noordelijke oever binnenkomt, bevonden zich de restanten van de grote hal van Berwick Castle. De hal werd volledig vernietigd, zodat thans louter enkele delen van de westelijke zijde overblijven.
William Turner bezocht Berwick-upon-Tweed en maakte in 1834 een tekening van de overblijfselen van het kasteel. We weten zodoende enigszins hoe het er in de vroege 19de eeuw uitzag.

## Overblijfselen
Van Berwick Castle blijft voornamelijk nog een grote gekartelde muur over, bekend als de White Wall, die beneden tot aan de stroom leidt. Hier bevinden zich eveneens nog de restanten van een toren, en de tragel langs de Tweed leidt onder een doorgang van de kasteelruïne heen. De vorm van de muur wordt weleens Breakneck Steps genoemd. Men kan het kasteel bereiken via een parkje naast het station, Castle Vale Park genaamd. Langs de resterende muur staat een informatiepaneel van English Heritage.